# Disraeli Gears
Disraeli Gears ist das zweite Studioalbum der britischen Blues-Rockband Cream und erschien im November 1967 über die Labels Polydor und Atco Records. Auf dem Album finden sich Einflüsse des amerikanischen Psychedelic Rocks.
Disraeli Gears belegte Platz 5 der englischen Album-Charts und in den Vereinigten Staaten erreichte es sogar Platz 4 der Billboard 200 und sorgte für den dortigen Durchbruch des Trios. Die Titel Sunshine of Your Love und Strange Brew wurden als Singles ausgekoppelt. Sie verdeutlichen, dass sich die Supergroup vom bluesgeprägten Sound des Vorgängeralbums zu stärker psychedelischen Klängen fortentwickelt hatte.
Das Cover von Disraeli Gears wurde von Martin Sharp entworfen, einem australischen Karikaturisten, Songwriter und Filmemacher. Er war es auch, der dem Lied Tales of Brave Ulysses sein textliches Gewand verlieh. Unter anderem in diesem Song verwendet Eric Clapton zum ersten Mal das Wah-Wah-Pedal (noch vor Jimi Hendrix).
Der Albumtitel „Disraeli Gears“ basiert auf einem scherzhaften Vermischen der Wörter „Derailleur gears“ (Kettenschaltung an Fahrrädern) und „Disraeli“ (britischer Premierminister Benjamin Disraeli).
Die US-amerikanische Ausgabe des Rolling Stone wählte das Album in seiner Liste der 500 besten Alben aller Zeiten auf Platz 114.
1999 wurde Disraeli Gears in die Grammy Hall of Fame aufgenommen.
Als Jugendlicher inspirierte das Album Disraeli Gears den Guns-n’-Roses-Gitarristen Slash dazu, das Spiel auf der Gitarre zu erlernen.

## Titelliste
1. Strange Brew (Clapton, Gail Collins Pappalardi, Pappalardi) – 2:46
2. Sunshine of Your Love (Bruce, Brown, Clapton) – 4:10
3. World of Pain (Collins, Pappalardi) – 3:02
4. Dance the Night Away (Bruce, Brown) – 3:34
5. Blue Condition (Baker) – 3:29
6. Tales of Brave Ulysses (Clapton, Sharp) – 2:46
7. SWLABR (Bruce, Brown) – 2:31
8. We’re Going Wrong (Bruce) – 3:26
9. Outside Woman Blues (Reynolds, arr. Clapton) – 2:24
10. Take It Back (Bruce, Brown) – 3:05
11. Mother’s Lament (Traditional, arr. Bruce, Baker, Clapton) – 1:47

## Deluxe Edition
2004 wurde eine Deluxe-Edition von Disraeli Gears als Doppel-CD veröffentlicht. Neben einer Stereo- und einer Monoversion des Albums sind außerdem Outtakes, Demos und verschiedene Aufnahmen für die BBC aus dem Zeitraum Mai 1967 bis Januar 1968 enthalten.

### Outtakes
1. Lawdy Mama (Traditional, arr. Clapton) – 2:47
2. Blue Condition – 3:09

### Demos
1. We’re Going Wrong – 3:49
2. Hey Now Princess (Bruce, Brown) – 3:31
3. SWLABR – 4:30
4. Weird of Hermiston (Bruce, Brown) – 3:12
5. The Clearout (Bruce, Brown) – 3:56

### BBC Recordings
1. Strange Brew – 3:00
2. Tales of Brave Ulysses – 3:39
3. We’re Going Wrong – 3:25
4. Born under a Bad Sign (Booker T. Jones, William Bell) – 3:42
5. Outside Woman Blues – 3:19
6. Take It Back – 2:18
7. Politican (Bruce, Brown) – 3:59
8. SWLABR – 2:32
9. Steppin’ Out (James Bracken) – 3:36

## Auszeichnungen für Musikverkäufe
| Land/Region                  | Auszeichnungen für Musikverkäufe (Land/Region, Auszeichnung, Verkäufe) | Verkäufe  |
| ---------------------------- | ---------------------------------------------------------------------- | --------- |
| Vereinigte Staaten (RIAA)    | Platin                                                                 | 1.000.000 |
| Vereinigtes Königreich (BPI) | Gold                                                                   | 100.000   |
| Insgesamt                    | 1× Gold · 1× Platin ·                                                  | 1.100.000 |

Hauptartikel: Cream/Diskografie#Auszeichnungen für Musikverkäufe